# Fledermauswinterquartiere in der südlichen Frankenalb
Fledermauswinterquartiere in der südlichen Frankenalb este o arie protejată (arie specială de conservare — SAC, sit de importanță comunitară — SCI) din Germania întinsă pe o suprafață de 5,96 ha, integral pe uscat.

## Localizare
Centrul sitului Fledermauswinterquartiere in der südlichen Frankenalb este situat la coordonatele 49°01′32″N 11°00′17″E / 49.0256°N 11.0047°E.

## Înființare
Situl Fledermauswinterquartiere in der südlichen Frankenalb a fost declarat sit de importanță comunitară în martie 2001 pentru a proteja 3 specii de animale. Situl a fost protejat și ca arie specială de conservare în aprilie 2016.

## Biodiversitate
Situată în ecoregiunea continentală, aria protejată conține 1 habitat natural: Peșteri inaccesibile publicului.
La baza desemnării sitului se află mai multe specii protejate de  mamifere (3): liliac cârn (Barbastella barbastellus), liliac cu urechi mari (Myotis bechsteinii), liliac comun (Myotis myotis).